# Mirrors (John P. Hammond)
Mirrors è un album di John P. Hammond, pubblicato dalla Vanguard Records nel 1967.

## Tracce
Lato A
1. I Wish You Would – 2:46
2. They Call It Stormy Monday (But Tuesday Is Just as Bad) – 4:07 (T-Bone Walker)
3. Statesboro Blues – 3:23 (Blind Willie McTell)
4. Keys to the Highway – 3:11 (Big Bill Broonzy, Charles Segar)
5. I Just Got Here – 4:33
6. Travelling Riverside – 3:06 (Robert Johnson, pubblico dominio)

Durata totale: 21:06
Lato B
1. Stones in My Passway – 3:08 (Robert Johnson, pubblico dominio)
2. Walking Blues – 2:53 (Robert Johnson, pubblico dominio)
3. Death Don't Have No Mercy – 3:15 (Pubblico dominio)
4. Motherless Willie Johnson – 2:17 (Blind Willie Johnson)
5. When You Are Gone – 2:30
6. Rock Me Mama – 2:24 (Pubblico dominio)
7. Get Right Church – 1:52 (Pubblico dominio)

Durata totale: 18:19
- Brani I Wish You Would, I Just Got Here e When You Are Gone, nell'album originale non hanno autori accreditati.

## Musicisti
I Wish You Would e Travelling Riverside
- John P. Hammond - chitarre, voce
- Charlie Musselwhite - armonica
- Robbie Robertson - chitarre
- Mike Bloomfield - pianoforte
- Eric Garth Hudson - organo
- Jimmy Lewis - basso
- Levon Helm - batteria

They Call It Stormy Monday (But Tuesday Is Just as Bad), Statesboro Blues , Keys to the Highway e I Just Got Here
- John P. Hammond - chitarra elettrica, armonica, voce
- Billy Butler - chitarra elettrica
- James Spruill - chitarra elettrica
- Jimmy Lewis - basso elettrico fender
- Bobby Donaldson - batteria

Stones in My Passway, Walking Blues, Death Don't Have No Mercy, Motherless Willie Johnson, When You Are Gone, Rock Me Mama e Get Right Church
- John P. Hammond - chitarra, voce[1]